# Mawdû'
Un hadîth mawdūʿ (حديث موضوع) est un hadîth forgé, inventé, dont le sens contredit l'Islam et/ou dont la chaîne de transmetteurs contient soit un menteur, soit une incohérence flagrante, comme le fait que celui qui rapporte le hadîth soit mort avant que naisse celui dont il aurait pris le hadîth. Le contenu de ces hadîth n'est pas forcément en opposition avec l'Islâm mais ils le sont tout de même la plupart du temps. Quoi qu'il en soit, ce type de hadîth est complètement rejeté par les musulmans. Il est d'ailleurs aussi bien interdit par la charia de forger des hadîth que de les rapporter, sauf dans le but de faire connaître aux gens la fausseté de telle ou telle parole attribuée au Prophète.
Certains ouvrages furent écrits par des spécialistes du hadîth afin de répertorier ces hadîth inventés et mettre les musulmans en garde.

## Causes de fabrications de hadîth
Il y a plusieurs facteurs qui peuvent motiver une personne à fabriquer un récit, parmi eux il y a :
- des vues politiques et une légitimation du pouvoir en place,
- des vues théologiques afin de légitimer telle ou telle hérésie,
- des intérêts personnels ; de nombreux conteurs ou gens cherchant la célébrité fabriquèrent des hadîth,
- des proverbes transformés en hadîth,
- l'incitation à pratiquer de bonnes œuvres ; certains inventèrent des hadîth afin que les gens pratiquent certaines œuvres qui commençaient à être délaissées.

## Quelques ouvrages répertoriant les hadîth forgés
- Al-Mawdû'at de l'Imâm 'Alî Al Qârî.
- Al-La'âli Al-Masnû'ah fil Ahâdîth Il Mawdû'ah de l'Imâm Jalâl Ud Dîn As Suyûtî.
- Fawâ’id Ul Majmû'ah fil Ahâdîth Il Mawdû'ah de l'Imâm Ash Shawkânî.
- Al Mawdû'at de l'Imâm Ibn al-Jawzi.